# Danh sách nhân vật có tên trong Hồ sơ Pandora
Đây là một phần Danh sách nhân vật có tên trong Hồ sơ Pandora là những cổ đông, giám đốc và người thụ hưởng của các công ty nước ngoài. Tổng cộng có 35 nhà lãnh đạo đương nhiệm và cựu lãnh đạo quốc gia có tên trong vụ rò rỉ tài liệu cùng với 400 quan chức khác của gần 100 quốc gia. Hơn 100 tỷ phú, 29.000 tài khoản nước ngoài, 30 lãnh đạo đương nhiệm và cựu lãnh đạo, và 300 quan chức Nhà nước đã được nêu tên trong vụ rò rỉ đầu tiên vào tháng 10 năm 2021. Theo báo cáo, ước tính có khoảng 32.000 tỷ đôla Mỹ có thể đã bị che giấu để trốn thuế.

## Danh sách

### Nguyên thủ quốc gia
- Vladimir Vladimirovich Putin, nhà độc tài và tổng thống Nga
- Abdullah II, Vua của Jordan[3]
- Luis Abinader, Tổng thống Cộng hòa Dominican[4]
- Ilham Aliyev, Tổng thống Azerbaijan[5]
- Milo Đukanović, Tổng thống Montenegro[6]
- Uhuru Kenyatta, Tổng thống Kenya[6]
- Guillermo Lasso, Tổng thống Ecuador[7]
- Denis Sassou Nguesso, Tổng thống Cộng hòa Congo[8]
- Ali Bongo Ondimba, Tổng thống Gabon[6]
- Sebastián Piñera, Tổng thống Chile[6]
- Tamim bin Hamad Al Thani, Tiểu vương Qatar[9]
- Volodymyr Zelensky, Tổng thống Ukraina[10]

### Cựu nguyên thủ quốc gia
- Horacio Cartes, cựu Tổng thống Paraguay[11]
- César Gaviria, cựu Tổng thống Colombia.[12]
- Pedro Pablo Kuczynski, cựu Tổng thống Peru[11]
- Porfirio Lobo Sosa, cựu Tổng thống Honduras[11]
- Ricardo Martinelli, cựu Tổng thống Panama[11]
- Andrés Pastrana, cựu Tổng thống Colombia.[13]
- Ernesto Pérez Balladares, cựu Tổng thống Panama[11]
- Juan Carlos Varela, cựu Tổng thống Panama[11]

### Đứng đầu Chính phủ
- Patrick Achi, Thủ tướng Bờ Biển Ngà[14]
- Andrej Babiš, Thủ tướng Cộng hòa Séc[15]
- Sheikh Mohammed bin Rashid Al Maktoum, Thủ tướng Các tiểu Vương quốc Ả Rập Thống nhất và Tiểu vương Dubai[9]
- Najib Mikati, Thủ tướng Liban[16]

### Cựu lãnh đạo Chính phủ
- Tony Blair, cựu Thủ tướng Vương quốc Anh[17]
- Silvio Berlusconi, cựu Thủ tướng Ý
- Đổng Kiến Hoa, cựu Đặc khu trưởng Hồng Kông[18]
- Lương Chấn Anh, cựu Đặc khu trưởng Hồng Kông[18]

### Đứng đầu tổ chức
- Dominique Strauss-Kahn, cựu Giám đốc điều hành Quỹ Tiền tệ Quốc tế.[9]

### Chính trị gia
- Nasry Asfura, thị trưởng của Tegucigalpa.[19]
- Nir Barkat, cựu Thị trưởng Jerusalem và thành viên hiện tại của Quốc hội Israel[20]
- Roberto Campos Neto, Chủ tịch Ngân hàng Trung ương Brasil[11][21][22]
- Jorge Arganis Díaz Leal, Cố vấn Giao thông và Vận tải[23]
- Jaime Durán Barba, cố vẫn của cựu Tổng thống Argentina Mauricio Macri[11]
- Paulo Guedes, Bộ trưởng Kinh tế[11][21][22]
- Wopke Hoekstra, Bộ trưởng Tài chính và Lãnh đạo Kháng nghị Dân chủ Cơ đốc giáo[24]
- Siniša Mali, Bộ trưởng Tài chính và cựu Thị trưởng Beograd[25]
- Zulema María Eva Menem, cựu Đệ nhất Phu nhân Argentina và là con gái của cựu tổng thống Argentina Carlos Menem[11]
- Daniel Muñoz, thư ký của cựu tổng thống Argentina Néstor Kirchner[11]
- Haim Ramon - cựu Phó Thủ tướng và cựu thành viên Quốc hội Israel[26]
- Julio Scherer Ibarra, cựu cố vấn của Tổng thống Mexico Andrés Manuel López Obrador[11]
- Shaukat Tarin, Bộ trưởng Tài chính Pakistan[27]
- Daim Zainuddin, cựu Bộ trưởng Tài chính kiêm Chủ tịch Hội đồng Cố vấn (CEP)[28]
- Arthur Tugade, Bộ trưởng Giao thông Vận tải[29]
- Nirupama Rajapaksa, cựu Thứ trưởng Bộ Cấp và Thoát nước[30]

### Thành viên hoàng gia
- Lalla Hasnaa, Công chúa Maroc[9]

### Doanh nhân
- Anil Ambani, doanh nhân người Ấn Độ[31]
- María Asunción Aramburuzabala, doanh nhân người Mexico[11]
- Graeme Briggs, người sáng lập Asiaciti Trust.[32]
- Germán Larrea Mota-Velasco, doanh nhân người  Mexico[11]
- Aco Đukanović, doanh nhân người Montenegro[6]
- Blažo Đukanović, doanh nhân người Montenegro[6]
- Nirav Modi, doanh nhân người Ấn Độ[31]
- Antonio Jose, vulgo Pai, ông trùm xây dựng[11]
- John Shaw, doanh nhân người Ấn Độ[31]
- Beny Steinmetz, doanh nhân người Israel[31]
- Olegario Vázquez Aldir, doanh nhân người Mexico[11]

### Nhân vật khác
- Carlo Ancelotti, huấn luyện viên bóng đá Ý[33]
- Miguel Bosé, ca sĩ Tây Ban Nha[34]
- Ángel Di María, cầu thủ bóng đá Argentina[35]
- Pep Guardiola, huấn luyện viên bóng đá Tây Ban Nha[33]
- Julio Iglesias, ca sĩ Tây Ban Nha[33]
- Corinna zu Sayn-Wittgenstein-Sayn,ông chúa và doanh nhân Đan Mạch gốc Đức[36]
- Shakira, ca sĩ Colombia[33]
- Claudia Schiffer, người mẫu Đức[37]
- Sachin Tendulkar, vận động viên cricket Ấn Độ[31]